# Andrena morio
Andrena morio Brullé, 1832 è un insetto apoideo della famiglia Andrenidae.

## Descrizione
Andrena morio  è un apoideo di taglia relativamente grande (femmine
17–18 mm, maschi 13–14 mm), con una livrea uniformemente nera.

## Distribuzione e habitat
Ha un areale atlantico-mediterraneo che comprende l'Europa, il Nord Africa e il Medio Oriente.

In Italia è comune in tutta la penisola e nelle isole maggiori .

## Biologia
È un'ape solitaria che scava il suo nido nel suolo.
È una specie bivoltina, che compie una prima generazione in primavera e una seconda nella tarda estate .

## Ecologia
Gli insetti del genere Andrena sono frequentemente chiamati in causa quali insetti impollinatori di orchidee del genere Ophrys. Tale relazione è legata ad una somiglianza chimica tra le secrezioni cefaliche di questi insetti e alcune sostanze volatili prodotte dalle specie del genere Ophrys .
In particolare Andrena morio è stata segnalata quale possibile insetto impollinatore di Ophrys iricolor e Ophrys incubacea .